# کفشک لکه‌باله
کفشک لکه‌باله (نام علمی: Cyclopsetta fimbriata) نام یک گونه از تیره کفشک‌ماهیان دندان‌بزرگ است.